# As the Palaces Burn
《As the Palaces Burn》은 미국의 헤비 메탈 밴드 램 오브 갓의 세 번째 스튜디오 음반으로, 2003년 5월 6일, 프로스테틱 레코드를 통해 발매되었다. 이 음반은 데빈 타운젠드와 밴드 자체가 공동으로 프로듀싱을 맡았으며, 전작에 비해 상당히 많은 라디오 방송 횟수를 기록했고 세 개의 싱글이 발표되었다. 닐슨 사운드스캔에 따르면, 《As the Palaces Burn》은 2013년 기준으로 누적 27만 장의 판매고를 올렸다.

## 배경
밴드는 2013년 11월 11일, 《As the Palaces Burn》의 발매 10주년을 기념하는 에디션을 발매했으며, 이 에디션에는 전곡이 리믹스 및 리마스터되었고, 세 곡의 보너스 데모 트랙이 추가로 수록되었다. 10주년 에디션은 발매 첫 주 동안 미국에서 약 6,400장이 판매되었으며, 빌보드 200 차트에서 64위에 올랐다.
램 오브 갓은 같은 이름의 다큐멘터리를 두 차례 발표했는데, 하나는 2003년 음반 발매와 함께 공개되었고, 다른 하나는 2014년에 공개되었다. 2014년 다큐멘터리는 밴드의 2012년 월드 투어와 팬 한 명의 사망 사건, 그리고 그로 인해 체포되었다가 체코 프라하에서 무죄 판결을 받은 랜디 블라이스를 중심으로 구성되었다.

## 평가
| 전문가 평가                      | 전문가 평가 |
| 평가 점수                        | 평가 점수   |
| 출처                             | 점수        |
| -------------------------------- | ----------- |
| AllMusic                         | [ 6 ]       |
| Blabbermouth.net                 | 8/10        |
| Collector's Guide to Heavy Metal | 9/10        |
| Entertainment Weekly             | B           |
| MetalReviews.com                 | 8.6/10      |
| Rolling Stone                    | [ 11 ]      |

2017년, 《롤링 스톤》은 《As the Palaces Burn》을 "역사상 가장 위대한 메탈 음반 100위" 목록에서 86위에 선정하였다. 평론가 댄 엡스타인은 〈Vigil〉, 〈Ruin〉, 〈11th Hour〉와 같은 곡들의 기타 리프를 날카롭게 다듬는 데 기여한 데빈 타운젠드의 프로덕션을 높이 평가하였다.

## 곡 목록
모든 곡들은 램 오브 갓에 의해 작사/작곡하였다.
| #   | 제목                            | 재생 시간 |
| --- | ------------------------------- | --------- |
| 1.  | 〈Ruin〉                        | 3:55      |
| 2.  | 〈As the Palaces Burn〉         | 2:24      |
| 3.  | 〈Purified〉                    | 3:11      |
| 4.  | 〈11th Hour〉                   | 3:44      |
| 5.  | 〈For Your Malice〉             | 3:43      |
| 6.  | 〈Boot Scraper〉                | 4:40      |
| 7.  | 〈A Devil in God's Country〉    | 3:10      |
| 8.  | 〈In Defense of Our Good Name〉 | 4:13      |
| 9.  | 〈Blood Junkie〉                | 4:23      |
| 10. | 〈Vigil〉                       | 4:42      |